# タイラー・リンダーバウム
タイラー・リンダーバウム（Tyler Linderbaum, 2000年4月7日 - ）は、アメリカ合衆国アイオワ州ソロン出身のプロアメリカンフットボール選手。NFLのボルチモア・レイブンズに所属している。ポジションはセンター。

## 経歴

### カレッジ
アイオワ大学に進学し、1年目の2018年シーズンはディフェンシブラインでプレーしていたが、その後オフェンシブラインにコンバートされた。
3年目の2021年シーズンはカレッジで最も優れたオフェンシブラインマンに贈られるリミングトン賞を受賞した。このシーズン終了後、2022年のNFLドラフトにアーリーエントリーした。

### ボルチモア・レイブンズ
ドラフト全体25位でボルチモア・レイブンズから指名され、その後ルーキー契約を結んだ。
2023年と2024年に2年連続してプロボウルに選出されが、2025年4月30日、チームから5年目の契約オプションを破棄された。これは、オプションが行使された場合の5年目の年俸が、オフェンシブライン全体から算出される2,340万ドルとなり、センターとしてのNFL最高年俸を大幅に上回るためだとされる。